# العلاقات الأندورية السويسرية
العلاقات الأندورية السويسرية هي العلاقات الثنائية التي تجمع بين أندورا وسويسرا.

## مقارنة بين البلدين
هذه مقارنة عامة ومرجعية للدولتين:
| وجه المقارنة                                              | أندورا                                                     | سويسرا                                                                                      |
| --------------------------------------------------------- | ---------------------------------------------------------- | ------------------------------------------------------------------------------------------- |
| المساحة (كم2)                                             | 468                                                        | 41.28 ألف                                                                                   |
| عدد السكان (نسمة)                                         | 76.18 ألف                                                  | 8.21 مليون                                                                                  |
| الكثافة السكانية (ن./كم²)                                 | 16.28 ألف                                                  | 198.89                                                                                      |
| العاصمة                                                   | أندورا لا فيلا                                             | برن                                                                                         |
| اللغة الرسمية                                             | اللغة الكتالونية                                           | اللغة الألمانية، اللغة الإيطالية، لغة فرنسية، اللغة الرومانشية، الألمانية السويسرية الموحدة |
| العملة                                                    | يورو                                                       | فرنك سويسري                                                                                 |
| الناتج المحلي الإجمالي (بليون دولار)                      | 3.01 مليار                                                 | 678.89 مليار                                                                                |
| الناتج المحلي الإجمالي (تعادل القوة الشرائية) بليون دولار |                                                            | 518.07 مليار                                                                                |
| الناتج المحلي الإجمالي الاسمي للفرد دولار أمريكي          |                                                            | 80.94 ألف                                                                                   |
| الناتج المحلي الإجمالي للفرد دولار أمريكي                 |                                                            | 59.54 ألف                                                                                   |
| مؤشر التنمية البشرية                                      | 0.858                                                      | 0.930                                                                                       |
| رمز المكالمات الدولي                                      | +376                                                       | +41                                                                                         |
| رمز الإنترنت                                              | .ad                                                        | .ch، .swiss ‏                                                                                |
| المنطقة الزمنية                                           | ت ع م+01:00، توقيت وسط أوروبا، ت ع م+02:00، أوروبا/أندورا ‏ | توقيت وسط أوروبا، ت ع م+01:00، ت ع م+02:00، أوروبا/زيورخ ‏                                   |

## مدن متوأمة
في ما يلي قائمة باتفاقيات التوأمة بين مدن أندورية وسويسرية:
- ترتبط أوردينو مع Saanen [الإنجليزية]‏ باتفاقية توأمة.
- ترتبط لامسانا مع Saanen [الإنجليزية]‏ باتفاقية توأمة.

## منظمات دولية مشتركة
يشترك البلدان في عضوية مجموعة من المنظمات الدولية، منها:
| علم المنظمة | اسم المنظمة                    | تاريخ انضمام أندورا | تاريخ انضمام سويسرا |
| ----------- | ------------------------------ | ------------------- | ------------------- |
|             | منظمة الأمن والتعاون في أوروبا | 25 أبريل 1996       | 25 يونيو 1973       |
|             | منظمة حظر الأسلحة الكيميائية   | ?                   | ?                   |
|             | يونسكو                         | 20 أكتوبر 1993      | 28 يناير 1949       |
|             | الاتحاد الدولي للاتصالات       | 12 نوفمبر 1993      | 1866                |
|             | الأمم المتحدة                  | 28 يوليو 1993       | 10 سبتمبر 2002      |
|             | مجلس أوروبا                    | ?                   | ?                   |
|             | منظمة الشرطة الجنائية الدولية  | ?                   | ?                   |

## وصلات خارجية
- موقع وزارة الخارجية الأندورية
- موقع وزارة الخارجية السويسرية